# Mártonhegy (Románia)
Mártonhegy (románul: Șomartin, németül: Martinsberg, szászul Mirtesbärch) falu Romániában, Szeben megye keleti részén. Közigazgatásilag Brulya községhez tartozik. Erdélyi szászok telepítették a 13. században, és a 20. század közepéig többségben voltak, azonban az 1960-as évektől masszív kivándorlás jellemzi, német lakosságát elvesztette. Fő látványossága román stílusú szász evangélikus temploma.

## Fekvése
Az Olt völgyétől északra, a Fogarasi-havasok lábánál fekszik. A községközponttól, Brulyától légvonalban 3, úton 4 kilométerre délnyugatra található, Nagyszeben megyeszékhelytől pedig 40 (úton 55) kilométerre keletre. Brulya, Gerdály és Kisprázsmár falvakkal együtt alkotja az úgynevezett Kampestwänkelnek (káposztasarok) nevezett területet, ahol a növények jól fejlődnek.
Történelmének nagy része során Nagysinkszékhez tartozott, és annak legdélnyugatibb faluja volt. Nyugaton Újegyházszék, délen Oláhújfalu (Felső-Fehér vármegye enklávéja) és a kerci kolostorhoz tartozó Földvár határolta. Jelenleg Brulya község része, a DJ105A megyei úton közelíthető meg.

## Története
Első említése a gyulafehérvári káptalan 1307-ben keletkezett oklevelében található, ahol Földvár határait írják le. Az 1332–1335-re vonatkozó pápai tizedjegyzékből megtudjuk, hogy Johannes de Monte Martini plébános e négy év alatt három tizedet fizetett a pápának báni dénárban. A következő okmány 1486-ból maradt fenn, amikor beszámolnak a Mertersperg alias Mons Martini (Mártonhegy) és Newdorff alias Uyfalw (Oláhújfalu) közötti határszemléről. Ezen jelen volt többek között Thomas Altemberger nagyszebeni polgármester, Michael Polner segesvári polgármester, valamint Szászváros és Szászsebes királybírói is. Ez a falu német nevének első írott említése.
1488-ban a faluban 16 háztartás volt, rajtuk kívül pedig egy pásztor, egy molnár és egy iskolamester (akik adómentességet élveztek). Ez arra utal, hogy Mártonfalván már ekkor iskola működött, és ebben az időben Nagysinkszék legkisebb, saját iskolával rendelkező plébániája volt. 1532-ben már 34 gazdát számoltak, vagyis néhány évtized alatt a falu több, mint kétszeresére nőtt. A 16. században több határvitájuk volt Brulyával (1543, 1544), Földvárral (1568), Fófelddel (1569), Oláhújfaluval (1594).
Szent Mártonnak szentelt temploma eredetileg háromhajós, román stílusú bazilika volt nyugati toronnyal. 1520-ban Nagyszeben tíz forintot adományozott a templom megerősítésére, 1539-ben két toronysisakot kaptak, 1552-ben nyolc forintot, 1554-ben újabb tíz forintot kifejezetten az erődítmények építésére, a következő évben pedig hat forintot ólom és puskapor vásárlására az templomerőd védelmére. A reformáció során a templom evangélikussá vált. A 18. században átépítették, az oldalhajókat meghosszabbították. A várfalakat és az őrtornyokat a 19. század második felében lebontották.
Románok 1700 után kezdtek betelepülni, miután a szászok zálogba adták a földek egy részét Constantin Brâncoveanunak. Az első románok Felekről és Móhról költöztek Mártonhegyre. Román oktatást legelőször 1852-ben említenek. A falu népessége 1850 és 1956 között állandó volt (1200 fő körül, melynek kétharmada német), azonban ezután hanyatalni kezdett. 1977-ben 722, 1992-ben 324 lelket számoltak (ekkor a németek aránya már csak 20 százalék volt). 2011-ben 270 lakosából 235 vallotta magát románnak, 6 németnek.
A tagosítás 1900–1903 között történt. A trianoni békeszerződés után Erdély, és így Mártonfalva is Románia része lett. 1920–21-ben és 1945-ben agrárreformokra került sor. 1950-ben termelőszövetkezet létesült, 1955-ben villamosították a falut.

## Leírása
A faluképet a település központjában, dombon álló evangélikus templom uralja. A kerítőfalból ma már semmi sem maradt, de a templom még így is erődített épület benyomását kelti a hatalmas toronynak és a hozzá tartozó masszív támpilléreknek köszönhetően.
A Mühlgasse (Malom utca) név állítólag egy 16. századi malomra utal, a Fließgasse (Vér utca) pedig egy ellenséges betörésre, mikor a törökök lemészárolták a falu lakóit.